# Josep Plandiura Vilacís

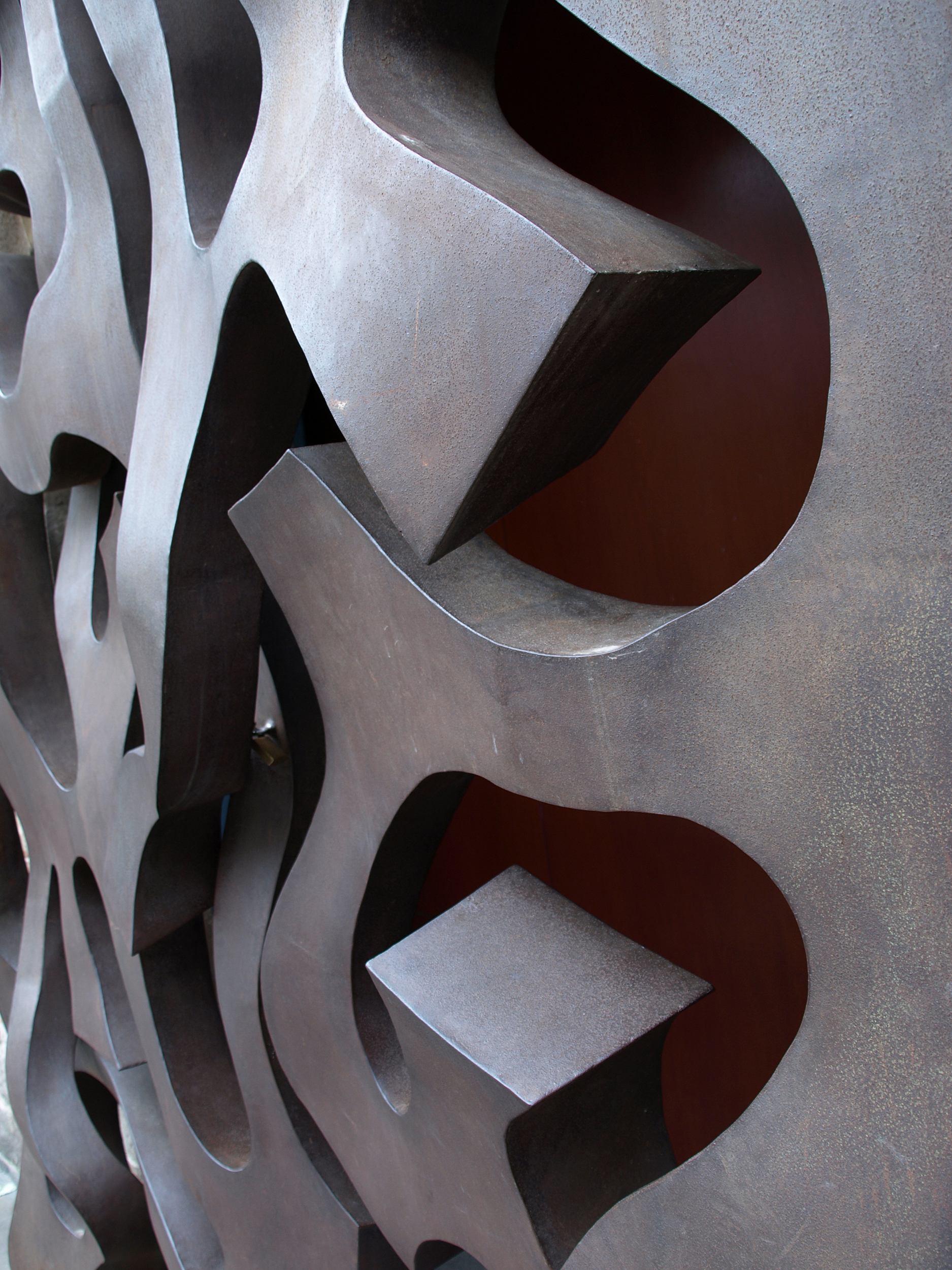
Detall de la Porta del Museu Diocesà de Barcelona.

Josep Plandiura Vilacís (Taradell, 1943) és un escultor català.
Les seves obres estan treballades en ferro, des de grans proporcions per a escultures públiques com la porta per al Museu Diocesà de Barcelona o la magnífica escala per al Teatre de Granollers, i obres de format més reduït per a col·leccions particulars.
L'any 1970 participa en la fundació del col·lectiu Formes d'avui juntament amb els artistes Daniel Lleixà, Marta Ros, Jordi Vallès, Ramon Viñas i Lluís Peñaranda.
Va col·laborar en projectes amb els artistes anglès Anthony Caro i el nord-americà Roger Mack durant l'any 1987. Va fundar el 1988 el Centre d'Art Contemporani La Rectoria a Sant Pere de Vilamajor, un espai amb caràcter multidisciplinari per a l'experimentació artística i on l'artista imparteix el seu saber en la transformació del ferro en art.

## Obres
- Homenatge a Pau Casals. Acer Corten. Santa Maria de Palautordera.
- Desafio al vent. Platja d'Arinaga. Las Palmas de Gran Canaria.
- Carro. Santa Maria de Palautordera.
- Homenatge a Alfons I. Sant Pere de Vilamajor.
- Entrada església gòtica. Església de Sant Pere de Vilamajor.
- Portes al Montseny. Sant Celoni[3]
- El Pitó del Sereno. Parets del Vallès[4]
- El Pedró[4] Parets del Vallès
- El Drac. Fusta i ferro forjat Parets del Vallès[5]

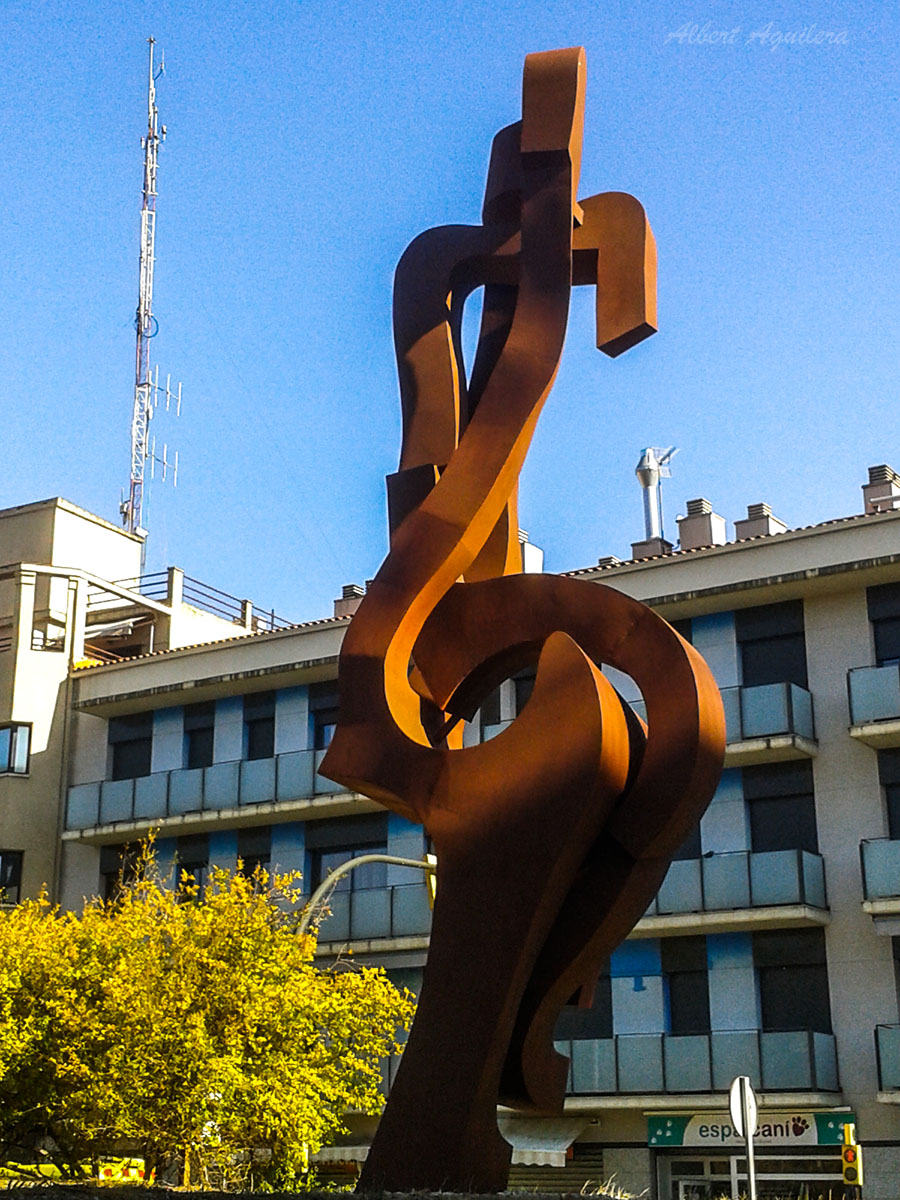
El Pedró (Parets del Vallès)
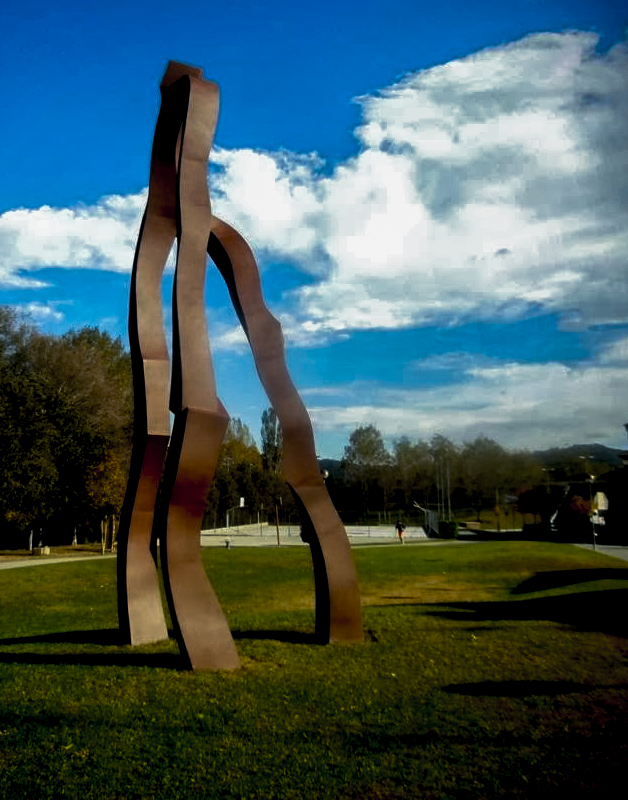
Porta del Montseny (Sant Celoni)
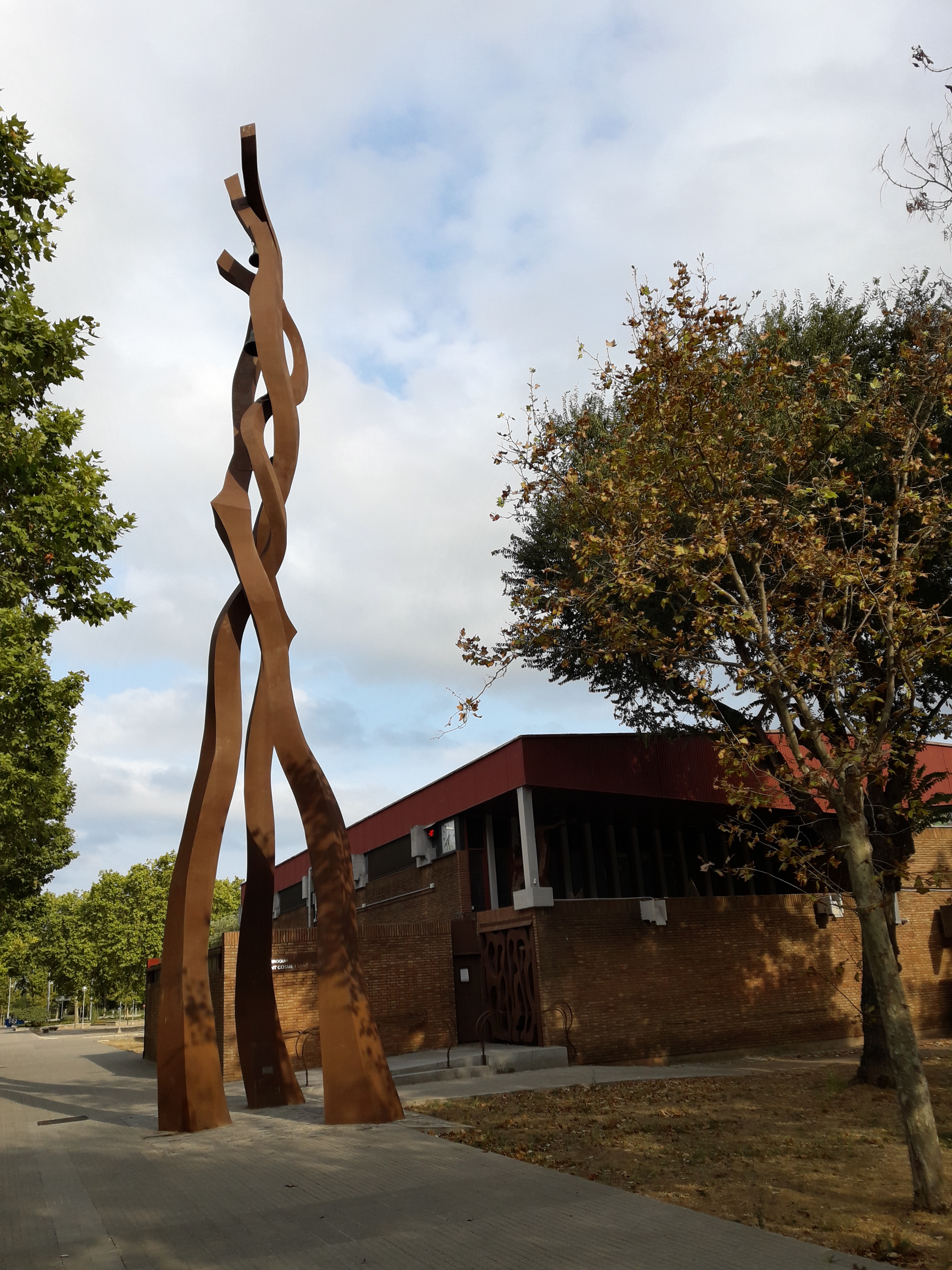
Campanar de Sant Cosme i Sant Damià (el Prat de Llobregat)